# 新城市立連谷小学校
新城市立連谷小学校（しんしろしりつ れんこくしょうがっこう）は、かつて愛知県新城市四谷にあった公立小学校。

## 概要
- 旧・南設楽郡鳳来町の小学校であった。2016年（平成28年）、 新城市立鳳来寺小学校〈旧〉、新城市立海老小学校、新城市立鳳来西小学校と統合し、新城市立鳳来寺小学校〈新〉の開校により廃校。
- 2020年現在、校舎、体育館は現存する。体育館、運動場は市内の団体のみに開放されている[1]。

## 沿革
連谷小学校の創立年は明治26年（1893年）である。これは四谷尋常小学校として海老尋常高等小学校から独立した年である。ここではそれ以前についても記述する。
- 1872年（明治5年） - 四谷学校として開校。後に連谷学校に改称する。
- 1878年（明治11年） -
  - 身平橋村、大林村、古宿村、大代村が合併し、四谷村が発足する。
  - 須山村、方瀬村、真菰村、小野村の4村が合併し、連合村が発足する。
- 1886年（明治19年） - 海老学校に統合され、海老学校連谷分教場となる。
- 1889年（明治22年）10月1日 - 海老村、四谷村、連合村、中島村と副川村の一部（旧・双瀬村）が合併し、海老村が発足する。
- 1893年（明治26年）9月 - 海老尋常高等小学校四谷分教場が独立して、四谷尋常小学校となる。
- 1894年（明治27年）4月28日 - 海老村が町制施行して海老町となる。
- 1897年（明治30年）12月 - 校舎を新築し、移転する。同時に連谷尋常小学校に改称する。
- 1902年（明治35年）10月 - 補習科を設置する。
- 1925年（大正14年）3月 - 現在地に校舎が完成し、移転する。
- 1941年（昭和16年）4月1日 - 連谷国民学校に改称する。
- 1943年（昭和18年）9月 - 高等科を設置する。
- 1947年（昭和22年）4月1日 - 海老町立連谷小学校に改称する。
- 1952年（昭和27年）2月 - 校舎を増築する。
- 1956年（昭和31年）9月30日 - 海老町が鳳来町に編入される。同時に鳳来町立連谷小学校に改称する。
- 1961年（昭和36年）4月 - 校舎を増築する。
- 1982年（昭和57年）3月 - 新校舎（鉄筋コンクリート造）が完成する。
- 1985年（昭和60年）3月 - 体育館が完成する。
- 2005年（平成17年）10月1日 - 鳳来町が新城市に編入される。同時に新城市立連谷小学校に改称する。
- 2016年（平成28年）3月 - 廃校。